# Pyrilia caica
El lorito caica (Pyrilia caica), también denominado lorito de cabeza negra o perico cabecinegro (Venezuela), es una especie de ave psittaciforme perteneciente al género Pyrilia que integra la familia Psittacidae, anteriormente clasificada en el género Pionopsitta. Es nativa del norte de América del Sur.

## Descripción
En promedio mide 23 cm de longitud y pesa 130 g. El plumaje del cuerpo es de color verde, con la cabeza de negra a parda, cuello ancho y nuca de color amarillo con matices marrón marrón; garganta y parte superior del pecho marrón oliváceo; curva del ala con tinte azul verdoso pálido; coberteras primarias de azules oscuro con ribete verde externos; plumas de vuelo negro con verde en las redes externas; parte inferior de las plumas de vuelo de color verde azulado, plumas centrales de la cola con la punta azul, plumas exteriores de la cola con marca amarilla en las redes internas. Anillo ocular desnudo gris claro. Iris de anaranjado. Pico de color cuerno.

## Distribución y hábitat
Se encuentra en el norte de Brasil (al sur hasta el Río Amazonas), Guayana francesa, Guyana, Surinam y este de Venezuela.

Vive en el bosque húmedo tropical y subtropical, en floresta alta, de tierra firme (no inundable), en elevaciones hasta los 1.100 m de altitud.

## Estado de conservación
Ha sido calificada como “casi amenazada” por el IUCN. Con base en un modelo de la futura deforestación de la cuenca amazónica, y su susceptibilidad a la captura, se sospecha que la población de esta especie declinará alrededor de 25-30% a lo largo de las próximas tres generaciones.

## Alimentación
Se alimenta de nueces, semillas, frutas y bayas.

## Sistemática

### Descripción original
La especie P. caica fue descrita por primera vez por el naturalista británico John Latham en 1790 bajo el nombre científico Psittacus caïca; localidad tipo «Cayenne».

### Taxonomía
Puede formar una superespecie o un trío de especies parapátricas con Pyrilia barrabandi y Pyrilia vulturina. Es monotípica.

Anteriormente situadas en los géneros Pionopsitta y Gypopsitta, finalmente fue situada en el presente género Pyrilia siguiendo a SACC Propuesta #333.